# 第254飛行隊 (イスラエル空軍)
イスラエル空軍 第254飛行隊（254 Squadron） は、イスラエル航空宇宙軍の飛行隊である。別名として、ミッドランド・スコードロン（The Midland Squadron）と呼ばれる。

## 歴史
第254飛行隊は、運用機種をクフィルC2に更新した第109飛行隊から移管されたクフィルC1を運用する飛行隊として、1980年4月にハツォール空軍基地で編成された。飛行隊長はイスラエル空軍で最高の撃墜記録を持つエース・パイロットであり、この当時は予備役パイロットとなっていたギオラ・エプスタインで、その他の所属パイロットや要員の多くも予備役兵で構成されていた。
1982年になると、キャンプ・デービッド合意に基づきエジプトに返還されるシナイ半島のエイタム空軍基地からネゲブ砂漠のラモン空軍基地に移動する第253飛行隊から移管されたミラージュIIIの運用も合わせて行うようになった。このミラージュIIIは、アルゼンチンに売却の予定であったがキャンセルとなったものであった。1982年のガリラヤの平和作戦に参加した後、ミラージュIIIは退役となった。
1984年になると、より新型のクフィルC7の運用が開始され、第254飛行隊のクフィルC1はアメリカ軍に貸し出される事となり、第254飛行隊は解散した。アメリカ軍にリースされたクフィルC1は海軍および海兵隊でF-21A ライオンの名称で呼ばれ、アグレッサー機 (仮想敵機)として1988年頃まで運用された。